# Падміні Рут
Падміні Рут (Padmini Rout) (народилася 5 січня  1994) — індійська шахістка, гросмейстер (2015). Чемпіонка світу у віковій категорії до 14 років (2008), дворазова чемпіонка Індії 2014 та 2015 років
Удостоєна премії Екалавья від уряду штату Одіша в 2009.
У лютому 2017 року брала участь у чемпіонаті світу із шахів серед жінок 2017 в Ірані, де дійшла до 1/8 фіналу.
Її рейтинг станом на березень 2020 року — 2370 (93-тє місце у світі, 6-те — серед шахісток Індії).

## Кар'єра
Народилася в Барамбагархі, Одіша, Рут почала грати в шахи у віці 9 років (2003), оскільки її батько теж грав у шахи.
У 2005 та 2006 вона стала чемпіоном Індії серед дівчат до 13 років і чемпіоном Азії серед дівчат до 12 років. Падміні Рут виграла обидва турніри для дівчат до 14 років у 2008 році - Азійський та Молодіжний чемпіонат світу. Наступний рік вона закінчила першою серед дівчат в Азійському молодіжному чемпіонаті (до 20 років). У 2010 році вона виграла чемпіонат юніорів Індії (U19) і отримала бронзу на обох — Азійському і World Junior Girls Championships.
На Asian Individual Women's Championship 2011 вона посіла 6 місце. У 2014 і 2015 роках виграла Індійський жіночий чемпіонат. У 2015 вона знову перемогла на жіночому чемпіонаті Співдружності. Рут виграла золоту медаль в індивідуальному заліку на резервній шахівниці, граючи за команду Індії на 2014 Women's Chess Olympiad в Tromsø, Норвегія.

## Приватне життя
Здобула ступінь з комерції в BJB College в Бхубанешварі.